# 恋のかま騒ぎ
恋のかま騒ぎ（こいのかまさわぎ）は、フジテレビのバラエティ番組『めちゃ²イケてるッ!』のコーナーである。通称「恋かま」・「かま騒ぎ」。

## 概要
日本テレビの人気番組『恋のから騒ぎ』のパロディコーナー。2003年4月26日開始。
元ネタ同様にナインティナインの矢部司会で、レギュラー陣・コーナーレギュラー・ゲストの男性お笑い芸人が女装し、テーマに沿った恋愛や私生活などに関するトークをオカマ口調で繰り広げる。特に女性関係の暴露が大部分を占めており、週刊誌などで何か報道されると、その本人が出演・そのまま裏事情を告白させられる傾向にある。
ゲスト出演者として、女性芸人を含んだ本物の女性芸能人が出演する。
女装した出演者は、出演者本人の彼女という設定。岡村扮する「岡子」の彼とは岡村の事を指しており、テロップには「理想のタイプ」として出演者本人の名前が表示される。また、出演者本人の彼女が就いている役柄にも元ネタがあったりする。
元ネタとの大きな違いは、情報の発信元が本人ではなく他の出演者からの暴露であることにあり、出演者同士が口論になることも多い。
このコーナーの収録は通例2本撮りで行われる。
なお、2011年から2013年までTBSで不定期に『さんまのホントの恋のかま騒ぎ』（明石家さんま司会）が放送されていたが、こちらは本物のオカマ・ニューハーフ芸能人が出演しているため、本企画とは無関係である。

## 出演者

### 司会
- 矢部浩之（ナインティナイン）

### レギュラーメンバー
- ナインティナイン
  - 岡子（岡村隆史）家事手伝い
- かおり（加藤浩次）主婦
かおりは妻・緒沢凛の本名。
- よゐこ
  - まさる子（濱口優）ウェイトレス
  - 有江（有野晋哉）ホステス
- FUJIWARA
  - 原子（原西孝幸）フリーター
  - 藤子（藤本敏史）整形外科助手
初回でまゆげを入れ墨を書いている、茶筒みたいなホクロをレーザーで焼いたプチ整形していることを暴露された。
2003年07月19日放送回ではイヤリングが茶筒に変更された。
2003年07月19日放送回では鼻にヒアルロン酸を注入したことを暴露された。
- 品川庄司（2005年5月からレギュラーに）
  - 品子（品川祐）映画配給会社
  - 庄子（庄司智春）スポーツインストラクター
- ブラックマヨネーズ（2007年2月からレギュラーに）
  - ハゲ子（小杉竜一）イベントコンパニオン
  - ブツ子（吉田敬）エステティシャン

### 元メンバー
- 山代（山本圭一）ダンサー
2006年7月の不祥事で降板したため。

## ゲスト
- りょう子（ふかわりょう）女子大生（2003年4月26日・6月7日放送）
- テツandトモ （2003年7月19日・8月30日放送）
  - テツ子（テツ）歌手
  - トモ子（トモ）歌手
- アジャ子（アジャ・コング）女子プロレスラー（2003年10月25日放送）
初の女性ゲスト。
- KABA.ちゃん 振付師（2003年12月6日放送）
初のオカマゲスト。
- 雨上がり決死隊（2003年12月27日・2006年1月7日・21日・10月14日・10月28日/2011年1月29日放送）
  - 宮子（宮迫博之）受付嬢
役者ぶった言動を岡子に批判され、先輩なのに呼び捨てされる事にキレて無関係なホトミをドロップキックするのが恒例。「オカッチ&ミヤッチ」に近い展開となる。
  - ホトミ（蛍原徹）女子大生
ワンナイR&Rのキャラクターとほぼ完全に同じ。
- ますだおかだ（2004年1月31日・5月22日・2006年10月14日・10月28日・2008年1月5日・2月9日放送）
  - ますだ子（増田英彦）専門学校生
  - おかだ子（岡田圭右）モデル
岡田の嫁[1]は「エロい嫁」などとよく弄られる。
- 品川庄司（2004年6月19日・8月7日・11月13日・5月14日）
  - 品子（品川祐）映画配給会社
  - 庄子（庄司智春）スポーツインストラクター
- アンタッチャブル（2004年9月4日・10月30日放送・※2008年1月5日・2月9日放送は「山子」のみ出演）
  - 山子（山崎弘也）保険外交員
  - 柴子（柴田英嗣）ペットショップ店員
- 今子（今田耕司）キャディ（2004年11月13日放送）
- デガ子（出川哲朗）レースクィーン（2005年2月5日・3月12日放送）
- ザキ子（山崎邦正、現：月亭方正）家事手伝い（2005年2月5日・3月12日放送）
- 次長課長（2005年5月14日・6月18日・2006年10月14日・10月28日・2008年1月5日・2月9日放送）
  - 次長子（じちょうこ）（河本準一）OL
自宅の台所で性行為に及んだ結果、妻が妊娠したことを自ら告白し「キッチンベイビー」「クッキングパパ」と揶揄された。なお司会の矢部は「じちょこ」と呼んでいた。
また、次長子の彼が、彼の相方の裸の後ろ姿を見て「チョンペラポン」したとネタにされていた。
  - 課長子（かちょうこ）（井上聡）OL
課長子の彼（井上）は、河本の息子とそっくりといわれており、当時の若手芸人の中で、大阪パフォーマンスドールからも一目置かれる存在であったことから「河本の息子の本当の父親は井上で、河本夫人は井上と行為をしたのではないか」とまで言われた。なお司会の矢部は「かちょこ」と呼んでいた。
- とろサーモン（2005年7月9日・9月10日放送）
  - 久保子（久保田和靖）ホステス
  - 村子（村田秀亮）ホステス
笑わず嫌い王決定戦からの大抜擢。久保子が風俗店で働いていた頃のマイクパフォーマンスを披露し盛り上げた。
- スピードワゴン（2005年11月12日・11月26日放送）
  - すず（井戸田潤）家なき子
妻・安達祐実（出演当時）が子役時代に演じた役の扮装をさせられる。妻との馴れ初めなどを言わされた上、袋叩きにされた。
  - あま美→ガガ美（小沢一敬）家事手伝い
ハスキーボイスが雑音のように聞こえることから「ガガ美」と命名され、2本撮りの2本目では名札が変更された。
- バッファロー吾郎（2006年1月7日・1月21日放送）
  - キム子（木村明浩）主婦
  - 竹美（竹若元博）女子プロレス練習生
- 元チュパチャップス（2006年1月7日・1月21日 / 2008年1月5日・2月9日放送）
  - ほし子（ほっしゃん。）スタントマン
  - 大子（宮川大輔）飼育員
- 雅美（久本雅美）劇団員（2006年2月4日・3月4日放送）
メイドの服装で登場。理想のタイプは福山雅治。
- 笑い飯（2006年6月10日・7月1日放送）
  - 西子（西田幸治）仲居
  - テツ子（哲夫）タレント
衣装は黒柳徹子の格好。名札は「哲子」であった。
- アンガールズ（2006年10月14日・10月28日放送）
  - ひょろ子（山根良顕）女子高生
  - キモ子（田中卓志）女子高生
- 竹子（竹山隆範）事務員（2006年10月14日・10月28日放送）
- ネプチューン
  - 堀子（堀内健）新体操選手（2006年10月14日・10月28日放送）
「単位上等!爆走数取団」で出演していた時と同じ衣装で出演。
- アッコ（和田アキ子）看護婦（2006年10月14日・10月28日放送）
  - 理想のタイプは「飯塚浩司（ダンナさん）」。
- 峰子（峰竜太）医師（2006年10月14日・10月28日放送）
浮気相手の家に妻・海老名美どりが乗り込んだ修羅場を赤裸々に語った。
- おぎやはぎ（2006年10月14日・10月28日放送）
  - オギ子（小木博明）修道院のシスター
名札は「小木子」であった。
  - ハギ子（矢作兼）修道院のシスター
共演した堀内にメガネをいじられる、堀内が口に含んだ水をかけられる等散々な目に遭い、遂には本気でキレてしまった。
- 小力子（長州小力）ダンサー（2006年10月14日・10月28日放送）
- ビビ子（ビビる大木）水泳インストラクター（2006年10月14日・10月28日放送）
- ノリカ（陣内智則）女優（2007年2月3日・4月28日放送）
妻・藤原紀香（出演当時）との結婚直前に初登場。婚約会見で紀香が着たのとほぼ同じ服を着せられた。かま騒ぎ出演が原因で破局寸前の大喧嘩になったことを紀香が著書で触れている。
- たむこ（たむらけんじ）声優（2007年2月3日・4月28日放送）
『うる星やつら』ラムのコスプレで出演している。おそらく「〜だっちゃ」と「ちゃ〜」、もしくは「ラム」と「たむけん」を掛けた洒落だと思われる。後に『Yes!プリキュア5GoGo!』のゲスト出演で本当に声優デビューを果たした。
- チュートリアル（2007年6月16日 / 2008年1月5日・2月9日放送）
  - 徳子（徳井義実）カラーコーディネーター
  - 福子（福田充徳）歯科技工士
- ペナルティ （2008年1月5日・2月9日放送）
  - ヒデ子（ヒデ）家事手伝い
  - ワキ子（ワッキー）ボディービルダー
- バナナマン（2008年1月5日・2月9日放送）
  - シタ子（設楽統）調理師
  - ヒム子（日村勇紀）アシカ飼育員（※日村は職業設定（アシカ飼育員）に文句を言いながらもアシカのマネを披露）
- 麒麟（2008年1月5日・2月9日放送）
  - 川美（川島明）編集者
  - たむ代（田村裕）作家
- 竜子（上島竜兵）爆笑芸人（2008年1月5日・2月9日放送）
外見はコウメ太夫にそっくりであった。第2部の予告で熱湯風呂に入ろうとするところが映されていたが本放送はされなかった。
- 土子（土田晃之）フランスパン職人（2008年1月5日・2月9日放送）
- 猿子（有吉弘行）バックパッカー（2008年1月5日・2月9日放送）
- キャサリン（なだぎ武）女子高生（2008年4月19日・5月24日放送）
交際中（放送当時）の友近のキャラ・キャサリンの姿で出演している。
- ジャリズム（2008年10月25日と11月8日放送にコンビで出演）
  - 世界のナベアツ子（世界のナベアツ）芸人（2008年4月19日・5月24日 / 10月25日・11月8日放送 / 2011年1月29日放送）
なぜか鳥居みゆきの姿での出演。名札は、「ナベアツ子」であった。
  - 山下子（山下しげのり）グラビアアイドル（2008年10月25日・11月8日放送）
相方と大喧嘩になった。更には藤子がゲストの木下と飲んでいた事を明かすが、ネタ元が盗み聞きだったため出演者全員から非難されるも反省せず、今度は藤子と大喧嘩になった。
- 浅草キッド（2008年10月25日・11月8日放送）
  - 玉子（玉袋筋太郎）おかまバー経営

実際に玉子の父がおかまバーの経営で生計を立てていた事に由来。その話を玉子が語った際には「凄イイ話」のテロップがついた。
  - 博士子（水道橋博士）大学教授
博士子は加齢が進んでいる事を明かし、「平仮名の一部が書けなくなっている」と暴露した。
- ケンコバ子（ケンドーコバヤシ）女子プロレスラー（2008年10月25日・11月8日放送）
- 小籔子（小籔千豊）女子高生（2008年10月25日・11月8日放送）
ゲストの木下優樹菜に「（男性陣の中で）一番気持ち悪い」と言われた。本人曰く、栗山千明をイメージしたとの事。
- COWCOW（2008年10月25日・11月8日 / 2011年1月29日放送）
放送開始当初から岡村の暴露ネタ提供で協力していた。
  - よし子（山田與志）農業
  - 多田子（多田健二）農業
- TKO（2008年10月25日・11月8日放送）
  - キモ美（木本武宏）クラブのママ
  - キノ子（木下隆行）アイドル
- サバンナ（2010年4月10日・5月29日放送）
  - 高橋子（高橋茂雄）
喋るシーンは何度もあったが紹介テロップが付かなかった。
  - 八木子（八木真澄）柔道家
- フットボールアワー（2010年4月10日・5月29日 / 2011年1月29日放送）
  - 岩子（岩尾望）チアリーダー
トーク中に胸毛を強引に見せられそうになった際、必死の攻防戦で収録時間を大幅に押してしまい、ゲストである未知やすえのブチギレ芸の標的となった。
  - ゴト子（後藤輝基）チアリーダー
- ハイキングウォーキング（2010年4月10日・5月29日放送）
  - 松田子（松田洋昌）キャビンアテンダント
  - Q子（鈴木Q太郎）歴史研究家
- 天津（2010年4月10日・5月29日放送）
  - エロ子（木村卓寛）詩吟師範代
  - 萌子（向清太朗）メイド喫茶勤務
- NON STYLE（2010年4月10日・5月29日放送）
  - ホワイ子（石田明）ナース
  - ナルシス子（井上裕介）ミュージシャン
- 響（2010年4月10日・5月29日放送）
  - ミツ子（長友光弘）
響の代表的なコントのキャラクターそのものの衣装で登場。
  - 響かない子（小林優介）
- もう中子（もう中学生）女子中学生（2010年4月10日・5月29日放送）

### 女性ゲスト
2本撮りのため芸人のゲストは2回ずつ出演するが、女性芸能人のゲストは1回ごとに替わる場合がある。
- 飯島愛（2003年4月26日放送）
- YOU（2003年6月7日放送）
プチ整形を暴露され原子を殴った藤子に対し「死んで!!」と言い放った。
- はしのえみ（2003年7月19日放送）
- 小池栄子（2003年8月30日放送）
- 瀬戸朝香（2003年10月25日放送）
瀬戸はこの日、本家『恋のから騒ぎ』にも出演した。
- 保田圭（2003年12月6日放送）
- 白石美帆（2003年12月27日放送）
- 井上和香（2004年1月31日放送）
- MEGUMI（2004年5月22日放送）
- 小倉優子（2004年6月19日放送）
- 杉本彩（2004年8月7日放送）
- 山田優（2004年9月4日放送）
5年後の2009年の「真夜中の大かま騒ぎ」に弟の山田親太朗が姉の名前で出演している（下記参照）。
- 若槻千夏（2004年10月30日放送）
本来は10月23日に放送する予定だったが、この日の夕方に発生した新潟県中越地震の影響で放送できなくなり（当日は報道特番に差し替え）、その代替として30日に放送された。
- 小沢真珠（2004年11月13日放送）
- 高樹千佳子（2005年2月5日放送）
- 千秋（2005年3月12日放送）
山代と鈴木亜美のメールのやり取りを逐一暴露。また千秋自身が有江の彼と交際に発展しかけたことが発覚した。
- 黒谷友香（2005年5月14日 / 2010年4月10日、5月29日放送）
- 梨花（2005年6月18日放送）
- 田丸麻紀（2005年7月9日放送）
- 国生さゆり（2005年9月10日放送）
- 松本伊代（2005年11月12日放送）
- 山本梓（2005年11月26日放送）
- 鈴木杏樹（2006年1月7日、1月21日放送）
吉本印天然素材の同窓会で盛り上がったが、鈴木は天然素材を知らなかった模様。
- 髙田万由子（2006年2月4日放送）
- 三船美佳（2006年3月4日放送）
- 安めぐみ（2006年6月10日放送）
- 青田典子（2006年7月1日放送）
- 石原さとみ（2006年10月14日、10月28日放送）
- 磯山さやか（2007年2月3日放送）
- マリエ（2007年4月28日放送）
- SHEILA（2007年6月16日放送）
- 西川史子（2007年9月9日放送）
かつての恋から女性メンバーとして初出演（3期生）。
- 優香（2008年1月5日、2月9日放送）
- 片瀬那奈（2008年4月19日放送）
- 大沢あかね（2008年5月24日放送）
- 木下優樹菜（2008年10月25日、11月8日放送）
- 星野真里（2010年4月10日、5月29日放送）
- 未知やすえ（2010年4月10日、5月29日放送）
- ベッキー（2011年1月29日放送）

### その他
- 桑折貴之（じゃぴょん）、金成公信（元ハローバイバイ） - 軍団山本のメンバー。山代の暴露ネタの証人として登場（2005年11月26日放送）。

その他、顔写真のみの出演が多数。

## 備考
- 2004年11月13日放送分、2006年10月14・28日放送分など、めちゃイケスペシャル向けに収録されたもののトークが盛り上がりすぎてスペシャルに収まらず、後日のレギュラー枠で放送されたことがある。これらはタイトルが「恋の大かま騒ぎ」となっている。
- 2006年1月7日（新春スペシャル）のタイトルは「恋の初かま騒ぎ」、同1月21日（未放送トーク）のタイトルは「恋の初かま騒ぎII」だった。
- 2006年3月11日放送の雛形あきこ主演企画「ひなまつり」の中で、かま騒ぎのパロディ「恋のひな騒ぎ」が放送された。このとき、オカマ席に座っていた「あきこ」の暴露話ではなく、ゲストの紗理奈の同棲話をはじめとした暴露話が飛び出る展開となった。
- 2008年10月25日は、初の「恋の中かま騒ぎ」として放送された。この「中」とは、矢部以外の出演者は実力派中堅芸人と解釈していたが、矢部は中途半端な芸人と指摘した。また「中」は、出演者の数も示している（通常のかま騒ぎでは10人強、大かま騒ぎでは30人弱だが、2008年10月25日放送の中かま騒ぎでは20人）。
- 2010年4月10日放送分は濱口ドッキリSPとともに恋の赤かま騒ぎとして放送された、この赤とは爆笑レッドカーペットが龍馬伝の裏に移動する事になり、それに負けぬようにとレッドカーペットに出演している芸人が多く出演したからである。また後の2010年5月29日に後半戦が放送された。

## 真夜中の大かま騒ぎ
FNS27時間（25時間）テレビの中の一企画として行われた。例年その前の企画である「さんま・中居の今夜も眠れない」から、本家「恋のから騒ぎ」司会者の明石家さんまと中居正広が参加する。私生（性）活を暴露しあう企画ではあるが、生放送ゆえに放送のカット等は出来ず、事故や勢いで自分のみならず相手の芸能人生命を脅かす暴露が電波に乗ってしまう事が多々ある。品川庄司の庄司が放とうとした相方の危険なネタやDonDokoDonの山口の危険な下ネタを含んだ一発ギャグなどが周りから一度チェックされ、止められたこともある。しかし、その低俗性と野次馬根性がこの企画の最大・唯一の魅力と言える。なお、さんまは「ヤングタウン土曜日」で乱入は初めから予定されていることを明かしている。
「極楽とんぼの吠え魂」（2006年6月10日放送分）で山本が「飛鳥さんが今年は大かま騒ぎはやらないって言っていた」と発言しており、実際に2006年から2008年までの26時間（25時間）テレビでは行われていなかった。ただし、2006年10月14日、28日のレギュラー放送内で「恋の大かま騒ぎ」としての放送があった。

### 第一弾
2004年7月24日「FNS27時間テレビめちゃ×2オキてるッ!楽しくなければテレビじゃないじゃ〜ん!!」内で深夜2時半すぎから約2時間生放送。視聴率10.5%（関西では12%、北海道では12.4%）。ロンブーの田村淳が「2股かけていた恋人に、4股をかけられていた」というエピソードが2ちゃんねるなどネット上で多く騒ぎをおこした。
出演者
- ナインティナイン
  - 矢部
  - 岡子（岡村）

- 極楽とんぼ
  - 山代（山本）
  - ※かおり（加藤）は100kmマラソンのため不参加

- よゐこ
  - まさる子（濱口）
  - 有江（有野）

- FUJIWARA
  - 藤子（藤本敏史）
  - 原子（原西孝幸）

- ココリコ
  - 遠子（遠藤章造）主婦
妻（出演当時）の千秋を思わせる衣装を着せられた。
  - 田中子（田中直樹）モデル

- DonDokoDon
  - グツ子（山口智充）スナック経営
  - ジミ子（平畠啓史）事務職

- ガレッジセール
  - ゴリ子（ゴリ）DJ
  - 川子（川田広樹）女子大生

- 品川庄司
  - 品子（品川祐）映画配給会社
  - 庄子（庄司智春）スポーツインストラクター

- ネプチューン
  - 潤子（名倉潤）スナック経営
笑う犬シリーズ内のキャラクターである、「潤子ママ」の格好と同一であった。
  - 泰造子（原田泰造）ホステス
  - 堀子（堀内健）新体操選手
泰造子・堀子のノープランでの暴走が、後に「MNN報道特集」で槍玉に挙げられた。なお、堀内と矢作の対決は、2007年6月2日放送の「めちゃ²ツアーズ inお台場」まで引き続いた。

- ロンドンブーツ1号2号
  - 淳子（田村淳）イベントコンパニオン
  - 亮子（田村亮）女子高生

- 雨上がり決死隊
- 今子（今田耕司）キャディ

ゲスト
- 中居正広

サプライズゲスト
- 千野志麻
- 政井マヤ
- 明石家さんま

### 第二弾
2005年7月23日「FNS ALL-STARS あっつい25時間テレビやっぱ楽しくなければテレビじゃないもん!」内で深夜3時過ぎから2時間半生放送。視聴率5.5%(ビデオリサーチ関東地区調べ)
加藤(かおり)・佐野アナのいわゆる「セルビア・モンテネグロ問題（深夜のワールドカップ）」、竹子の放送すれすれの浮気暴露ネタ（アナル姐さん）などが物議を醸した。
鶴瓶・ココリコは中継として参加し、コーナー終了後に加藤の自宅に乱入し、かおりが加藤夫人のカオリちゃんに対し、「セルビア・モンテネグロとの対戦」について、「お前が一番強いって」と公開謝罪した。
出演者
- ナインティナイン
- 極楽とんぼ
- よゐこ
- FUJIWARA
- 品川庄司
- フットボールアワー
  - 岩子（岩尾望）チアリーダー
  - ゴト子（後藤輝基）チアリーダー

- アンガールズ
  - ひょろ子（山根良顕）女子校生
  - キモ子（田中卓志）女子校生

- 次長課長
- 竹子（竹山隆範）事務員
- ひとり子（劇団ひとり）客室乗務員
- ペナルティ
  - ワキ子（ワッキー）ボディービルダー
  - ヒデ子（ヒデ）家事手伝い

- アンタッチャブル
- ロンドンブーツ1号2号
- 雨上がり決死隊
- 今田耕司
- 瓶子（笑福亭鶴瓶）アイドル ※逃亡中で出演せず、名札と衣装のみ
- ココリコ ※鶴瓶中継のため出演できなかったが、前回と同じ女装で中継に出ていた

ゲスト
- 中居正広

サプライズゲスト
- 村上真理子※拍手がまったくなかった
- 佐野瑞樹
- 明石家さんま
前のコーナー「さんま・中居の今夜は眠れない」に島田紳助が出演しており、紳助もかま騒ぎに参加するのではないかと出演者は戦々恐々としたが、結局参加しなかったため安堵していた。

### 第三弾
2009年7月26日「FNSの日26時間テレビ 2009 超笑顔パレード 爆笑!お台場合宿!!」内で深夜3時過ぎから2時間半生放送。
出演者は『クイズ!ヘキサゴンII』の男性レギュラー陣が大半で、中には芸人以外の芸能人のメンバーもいた。
主に庄司の結婚の裏側、FUJIWARA藤本と木下優樹菜の交際、島田紳助の噂・近況について触れられた。
2004年と2005年のメインゲスト・明石家さんま、中居正広の2人は出演しなかった。
出演者
- ナインティナイン
- 加藤浩次
- よゐこ
- FUJIWARA
- 品川庄司
- ブラックマヨネーズ
- ますだおかだ
- アンガールズ（山根良顕はイカダマラソン企画）
- オードリー
  - カス子（春日俊彰）女子大生
  - 若林子（若林正恭）郵便局事務

- はんにゃ
  - 金田子（金田哲）女子高生
  - 川島子（川島章良）図書館事務

- フルーツポンチ
  - ウザ子（村上健志）アーティスト
  - 亘子（亘健太郎）自衛官

- コジ子（小島よしお）ビーチバレー選手
- 波田陽子（波田陽区）舞妓
- ゲツ子（ダンディ坂野）バスガイド
- リーダー子（渡辺正行）スナックのママ
設定に反して外観は美輪明宏そのもの。ラサ子から『死臭が漂っている』と言われる。
- ラサ子（ラサール石井）スナックのママ
扇子を仰ぎながら夫人との馴れ初めと近況、若手時代の思い出を淡々と語った。
- 元木子（元木大介）チアガール
本人曰く、「楽屋にこの衣装が置いてあったので着るしかなかった」。
- 山田優（山田親太朗）ファッションモデル
優本人に許可をとらなかったことを謝った。ちなみに、姉の優は2004年9月4日放送分に出演している。

ゲスト
- Pabo（里田まい、スザンヌ、木下優樹菜）

サプライズゲスト
- 島田紳助

### 第四弾
2011年7月23日「FNS27時間テレビ めちゃ²デジッてるッ！笑顔になれなきゃテレビじゃないじゃ～ん!!」内で『真夜中の恋の若騒ぎ』と題して、深夜2時半過ぎから2時間15分生放送。
普通であれば、矢部のポジションである司会は矢部本人が100kmマラソンに挑戦していたため、後輩芸人のキングコングの西野亮廣が矢部の代行を担当した。
出演者は『めちゃイケメンバー』・『はねトびメンバー』・『ホメノビメンバー』・『ピカリ隊』のメンバーが出演した。
2004年と2005年のメインゲスト・明石家さんまは急遽ゲストとして、中居正広は「中居の彼女」という設定で出演した。
さんまの突然の登場は前コーナーの「さんま・中居の今夜も眠れない」終了後、スタッフから「（前コーナーで矢部マラソン中に乱入コントを行った）たけしさんがもう1パターン登場する」ことを聞かされたため（また、矢部も佐野アナに同様の話を聞かされたため、唖然となった）。
出演者
- めちゃイケ・ピカルの定理・はねるのトびら・ほめられてノビるくん各番組メンバー
- マー子（中居）
- 今子（今田）
- フットボールアワー
- FUJIWARA
- 品川庄司ほか

ゲスト
- 4番組女性レギュラー
- 明石家さんま